# Haga tingshus

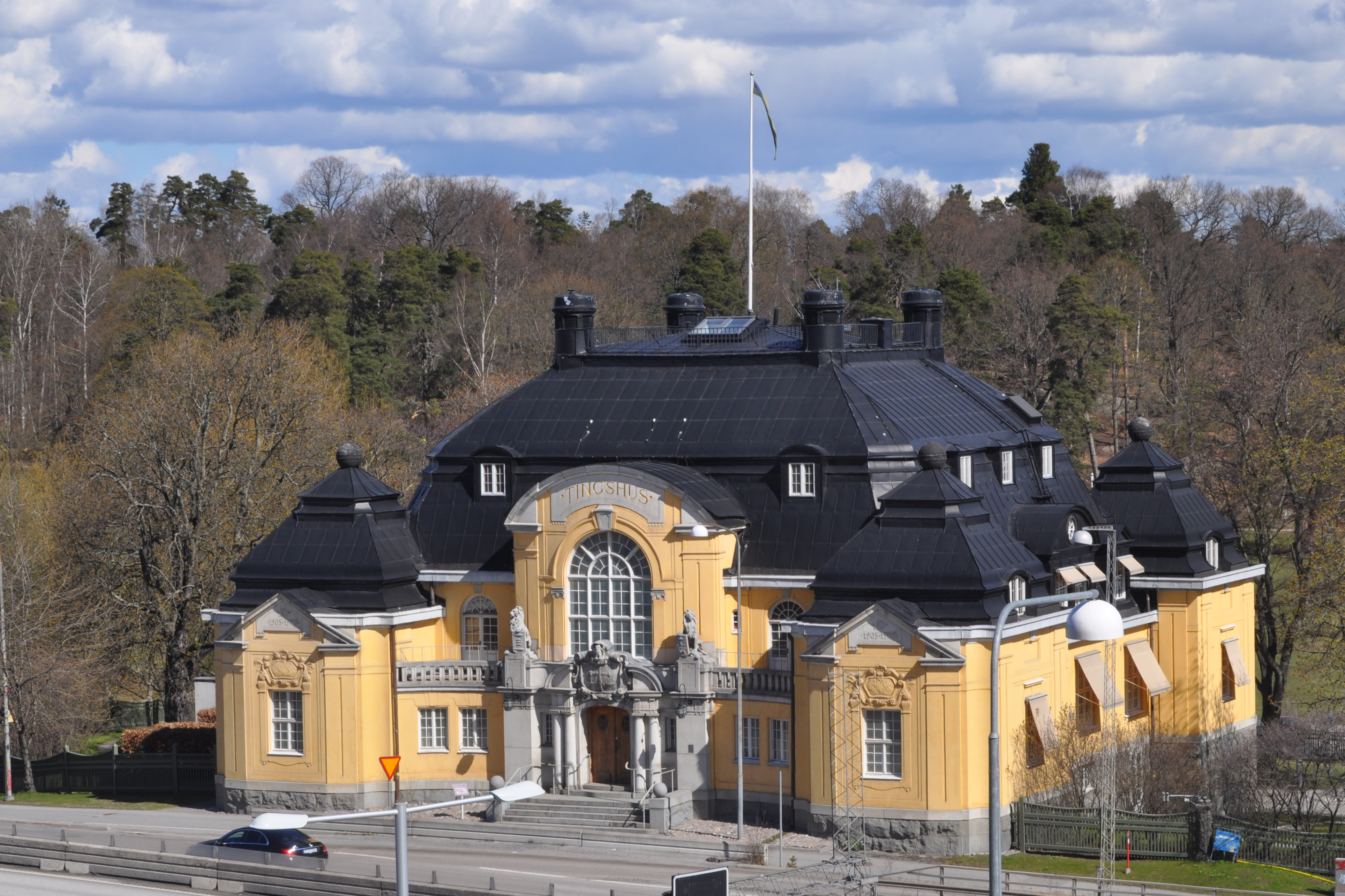
Haga tingshus

Haga tingshus är en byggnad belägen i Hagaparken inom Solna kommun invid E4 Uppsalavägen alldeles norr om Stockholms innerstad.

## Bakgrund
Byggnaden invigdes den 14 januari 1907 och inrymde då lokaler för Sollentuna och Färentuna domsagas samt Södra Roslags domsagas häradsrätter. Det hade tagit knappt tre år, och kostat 135 000 kronor att uppföra byggnaden som ritats av arkitekterna Fritz Ullrich och Eduard Hallquisth vid arkitektfirman Ullrich & Hallquisth. En pampig villa i jugendbarock reser sig på en kvadratisk grundplan med fyra utskjutande hörnpartier. Ett valmat säteritak av svart plåt kröner den gula byggnaden, vilken ursprungligen var vitputsad. Tingshuset inreddes med bland annat tingssal, bostad för tingshusvaktmästaren samt arrestlokal i källaren. Under byggandet av tingshuset hittade man en 2,7 m djup jättegryta från istiden, som nu kan beskådas genom ett fönster i källarmuren mot sjösidan. Stenarna som slipat grytan är fastmurade på grindstolparna, vilka sedermera flyttats till husets baksida. 
Häradsrätten för Södra Roslags domsaga flyttade till egna lokaler på Gärdet 1952. Samtidigt bröts Solna ut och bildade Solna domsaga, vars häradsrätt blev kvar i byggnaden till dess ett nytt tingshus byggts vid Solna centrum år 1967. År 1982 lämnade också Sollentuna tingsrätt byggnaden och dess funktion som tingshus var över. Senare inrymdes där Statens strålskyddsinstitut.
Tingshusets exteriör innefattas i den byggnadsminnesmärkning som förordnades för Hagaparken 1935. Då parken och dess skönhetsvärden debatterades under 1940-talet framfördes kritik om att dess arkitektur inte harmoniserade med omgivningarna där det ansågs "utgöra ett störande avbrott i den sammanhängande parknaturen".
Byggnaden som är statligt byggnadsminne har på senare år renoverats av ägaren Statens fastighetsverk och inrymmer sedan 2010 Hagströmerbiblioteket, ett medicinhistoriskt forskningsbibliotek.
I Haga tingshus myntades uttrycket Kyss Karlsson.

## Bilder

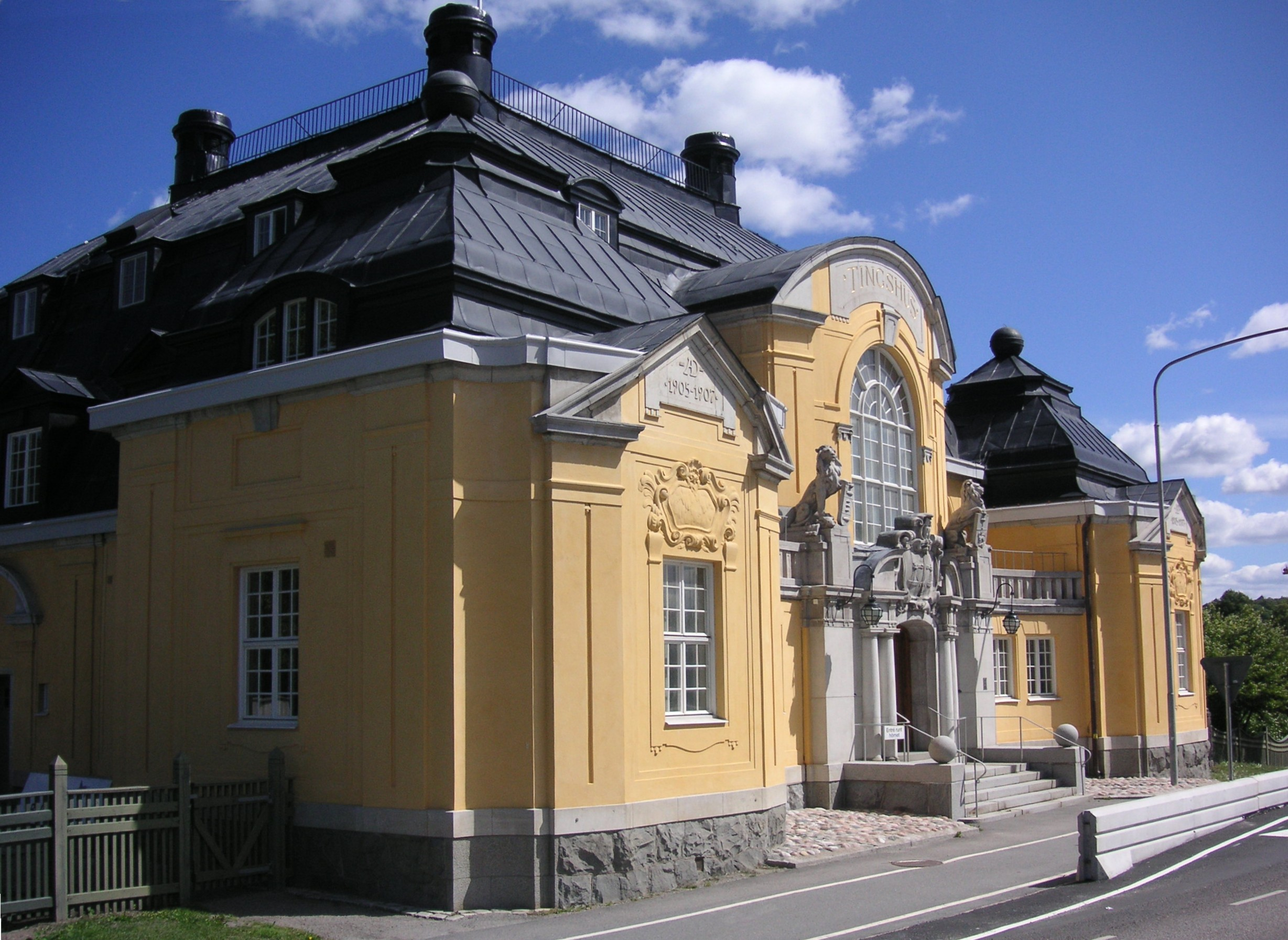
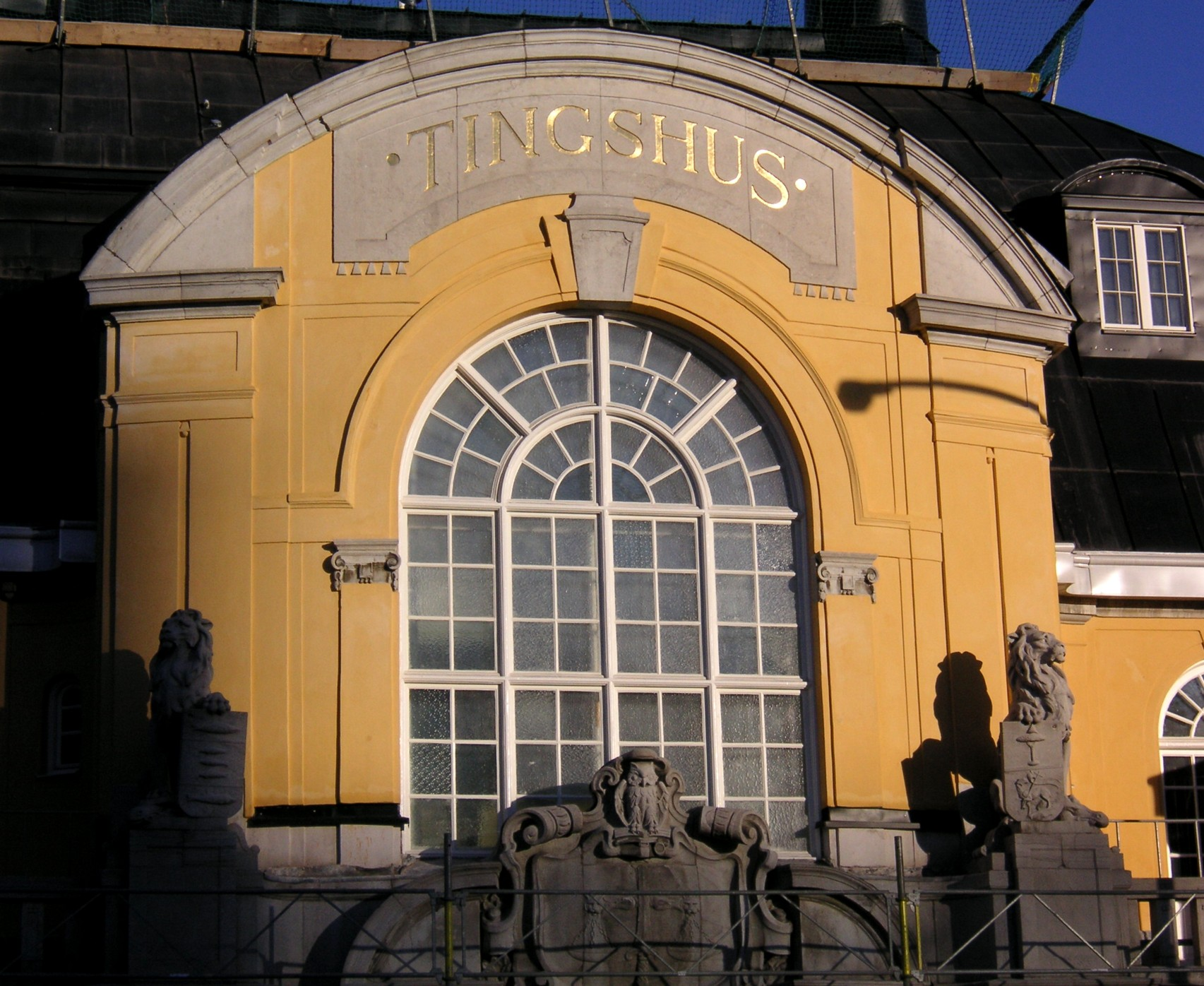
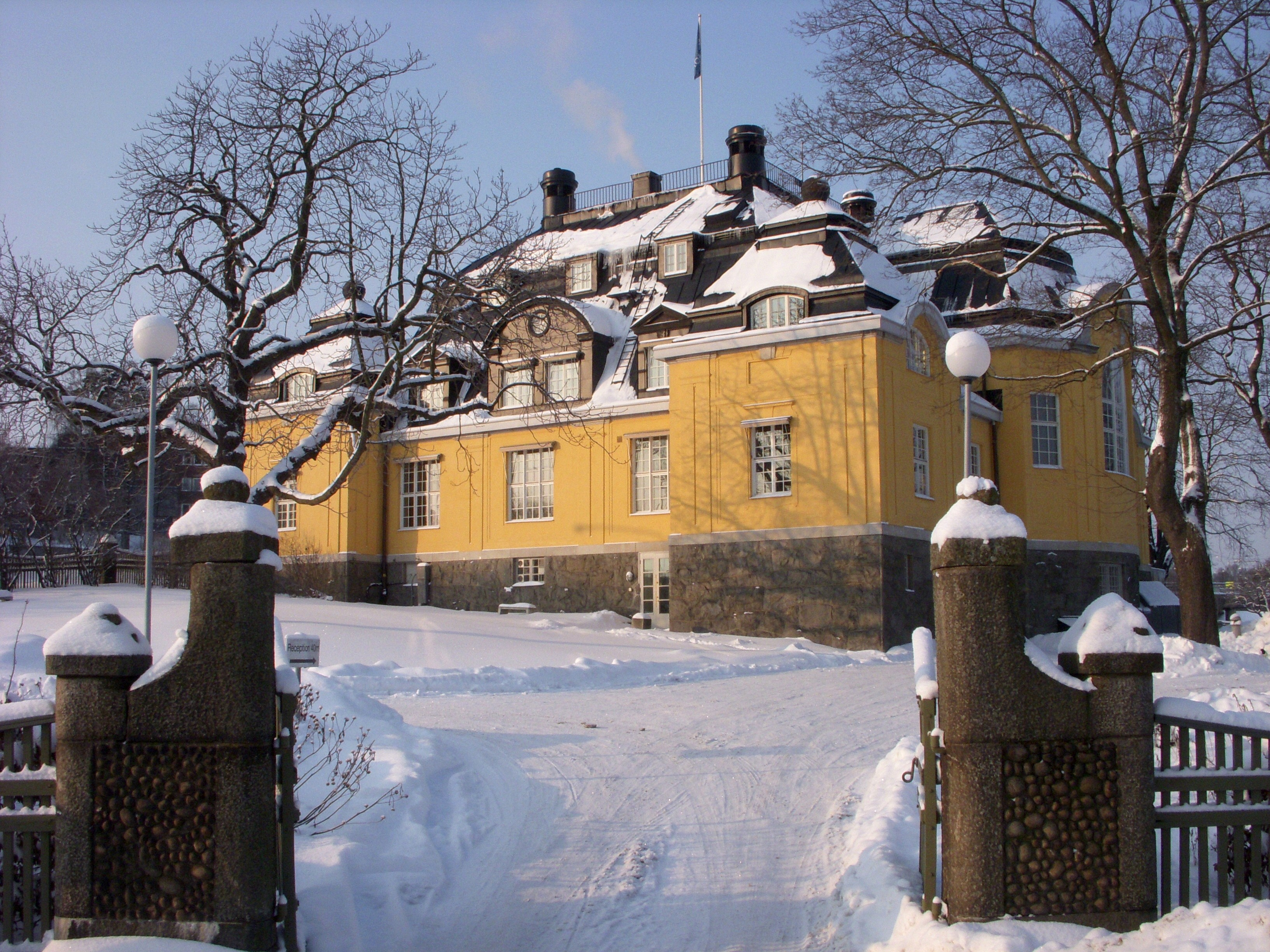